# Camptoceras lineatum
Camptoceras lineatum е вид охлюв от семейство Planorbidae. Видът не е застрашен от изчезване.

## Разпространение и местообитание
Разпространен е в Бангладеш, Индия (Асам, Бихар и Манипур) и Непал.
Обитава сладководни басейни, реки и потоци.